# Gerold Schnitter

Gerold Schnitter (ca. 1965)

Gerold Schnitter (* 25. Oktober 1900 in Basel; † 22. Juli 1987 in Küsnacht ZH; heimatberechtigt in Zürich) war ein Schweizer Wasserbauingenieur und Hochschullehrer.

## Leben
Gerold Schnitter war Sohn des Dr. phil. et med. Hermann Schnitter und der Emilie, geborene Jenny. Er war ab 1925 mit Margaretha Behn-Eschenburg, der Tochter des Hans Behn-Eschenburg, verheiratet. Schnitter besuchte von 1907 bis 1919 Schulen in Basel und absolvierte von 1919 bis 1923 ein Bauingenieurstudium an der ETH Zürich.

## Schaffen
Schnitter war zwischen 1925 und 1929 bei Mazorano & Co. in Triest tätig und plante dort mitunter die grosse Brücke Ura e Zogut über den Mat in Nordalbanien. In der Folge arbeitete er von 1929 bis 1933 bei der Buss AG in Basel, bei welcher er für die Bauleitung eines Dampfkraftwerks in Belgrad zuständig war. Von 1934 bis Anfang 1941 war er Leiter der Mailänder Filiale der Firma Fougerolle aus Paris, zog dann mit seiner Familie zurück in die Schweiz und war von 1941 bis 1945 Direktor der Swissboring AG Zürich und von 1945 bis 1952 Direktor der C. Zschokke AG.
An der ETH Zürich arbeitete Schnitter von 1952 bis 1970 als ordentlicher Professor für Hydraulik (ab 1960 für Hydraulik, Wasser- und Grundbau) und war zudem ab 1953 Direktor der Versuchsanstalt für Wasser- und Erdbau. Nebenher ging er einer Beratertätigkeit bei Grossprojekten im In- und Ausland nach, unter anderem als ständiger Experte von Elektrowatt und Motor-Columbus. Weiterhin war Schnitter Präsident des Schweizerischen Nationalkomitees für grosse Talsperren von 1961 bis 1973, Verwaltungsratspräsident der C. Zschokke AG von 1969 bis 1977 und Vizepräsident der International Commission On Large Dams von 1970 bis 1973.
Schnitter wurde für seine Leistungen mit der Ehrendoktorwürde (Dr. h. c.) der ETH Lausanne ausgezeichnet. Sein Sohn Niklaus richtete 1994 an der ETH Zürich den Gerold und Niklaus Schnitter-Fonds für Technikgeschichte ein.